# Aumühle (Hutthurm)
Aumühle ist ein Gemeindeteil des Marktes Hutthurm im niederbayerischen Landkreis Passau.

## Vertreibung der Heimkinder
In Aumühle fand am 18. Oktober 1969 die Vertreibung der Heimkinder von Aumühle statt. Ein Mob fackelte das von Fritz Loew vorbereitete Kinderheim ab.
Unter anderem steckten antisemitische Motive dahinter. 1973 sprach die 11. Strafkammer des Landgerichts Passau die Brandleger und Schläger „von der Anklage der Volksverhetzung frei“.
Heute ist dort die Aumühle Freizeitpark GmbH lokalisiert.